# Automate mécanique
 (septembre 2022).
Pour les articles homonymes, voir Automate.
Les automates mécaniques, dont l’origine remonte à l’Antiquité, ont été développés dans diverses civilisations pour des usages religieux, scientifiques et artistiques. Ces machines  conçus pour reproduire des mouvements inspirés des actions humaines ou animales, à l'aide de mécanismes automatisés, se caractérisent par leur aptitude à exécuter des mouvements autonomes sans intervention humaine immédiate. Perfectionnés au fil des siècles, notamment par les savants arabes et les horlogers européens, ils ont connu un essor particulier à la Renaissance et au XVIIIe siècle.  Utilisés comme objets de divertissement et d’ingénierie, ils ont atteint un haut niveau de sophistication au XIXe siècle avant d’être progressivement remplacés par les technologies modernes.

## Description
Les automates mécaniques sont des machines conçues pour imiter des actions humaines ou animales à l’aide de dispositifs mécaniques, pneumatiques, hydrauliques, électriques ou électroniques. Ils se distinguent par leur capacité à reproduire des mouvements animés selon des règles précises, sans intervention humaine directe. Leur structure allie complexité technique et esthétique, évoluant au fil du temps vers une recherche plus réaliste du mouvement et une dimension plus ludique ou artistique. 

## Historique

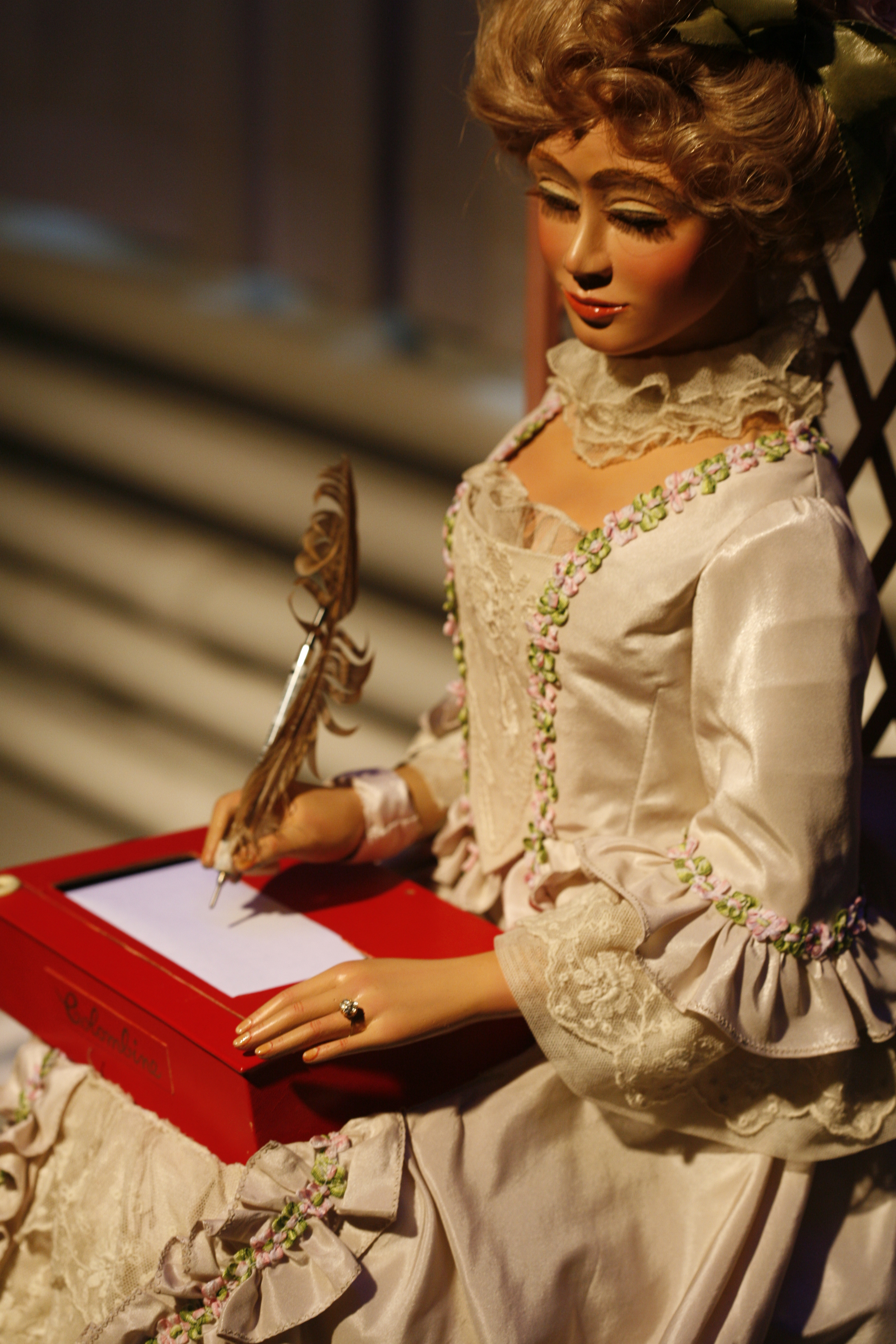
Automate (Centre international de la mécanique d'art)

L’histoire des automates mécaniques remonte à l’Antiquité, où ils étaient déjà perçus comme des prouesses techniques et artistiques. L'utilisation de ces automates primitifs est attestée dans différents foyers de civilisation, égyptiens mais aussi chinois, assyriens ou précolombiens. Les premiers essais et réflexions furent apportés par les prêtres, principaux hommes de science durant l'Antiquité. 
Dans l’Égypte antique, des récits rapportent l’existence de statues animées utilisées dans un contexte religieux pour impressionner les fidèles et renforcer l’autorité du culte. Selon ces sources, une statue de Râ désignait de la main le nouveau Pharaon parmi la file des prétendants. De même, un autre récit évoque un mécanisme où l’allumage d’un feu devant un temple, entraînait l’ouverture automatique de ses portes.
Des sources chinoises du IIIe siècle avant notre ère font également état d’oiseaux mécaniques et de figures humaines animées aux proportions réalistes.
Dans la Grèce antique, certains savants de l'École d'Alexandrie, dont Philon de Byzance, Ctésibios ou Héron d'Alexandrie, ont apporté indices et témoignages de ces créations dans des écrits relatant leurs travaux. Au Ve siècle avant J.-C., le philosophe et ingénieur grec Archytas de Tarente aurait conçu une colombe artificielle, probablement propulsée par la vapeur, capable de parcourir 200 mètres en vol.

Au VIIIe siècle dans le monde musulman, le sultan Haroun al-Rachid fit parvenir à Charlemagne une horloge hydraulique qui, selon le chroniqueur Éginhard, s’ouvrait sur le coup de 12 heures pour laisser sortir une troupe de douze cavaliers. Les textes grecs furent traduits en arabe, influençant de nouvelles recherches, notamment celles d'Al-Jazari au XIIe siècle. Ses travaux incluaient des fontaines capables de s’activer et de s’arrêter selon un mécanisme prédéfini, une figurine de cornac indien signalant les demi-heures en frappant la tête de son éléphant, ainsi que des automates représentant des serviteurs offrant des serviettes aux invités.

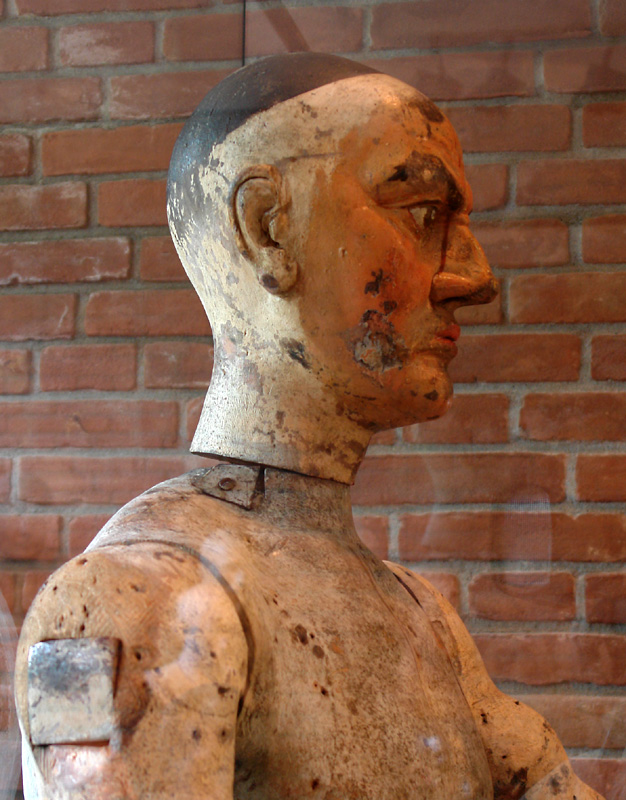
Automate, fin du XVIe siècle, Brême

L’apparition des horloges mécaniques en occident à partir du XIVe siècle donna une nouvelle impulsion à la fabrication des automates, dont la forme la plus populaire (et la plus spectaculaire) fut sans doute le jacquemart, automate à forme humaine qui s’animait pour frapper l’heure sur la cloche de l’église. Certaines horloges étaient munies de plusieurs automates et, à l’heure dite, offraient un véritable spectacle animé. Un des exemples les plus célèbres et les plus tardifs est celui de l’horloge astronomique de Strasbourg. 
À la Renaissance, Léonard de Vinci s’est intéressé à ces machines en développant un « chevalier mécanique » fonctionnant grâce à un système de poulies. Ce n'est qu'à partir du XVIe siècle, que l'automate devint un objet de luxe à la mode auprès de la noblesse occidentale.  
Toutefois, c’est au XVIIIe siècle, durant le siècle des Lumières, que les automates connaissent un véritable essor. L'automate est conçu comme une curiosité scientifique, tel le canard de Vaucanson, censé digérer réellement de la nourriture, ou les automates des horlogers suisses Pierre Jaquet-Droz et Henri-Louis Jaquet-Droz. Certains, seulement en partie automatisés comme le fameux Turc mécanique, furent des canulars si crédibles qu'ils marquèrent durablement l'imaginaire collectif.
À la fin du XIXe siècle, des artisans tels que Léopold Lambert perfectionnent ces créations en leur conférant des mouvements toujours plus réalistes. Certains automates sont ainsi capables de simuler des gestes du quotidien, comme boire une tasse de thé, jouer d’un instrument ou exécuter des tours de magie, accompagnés de clignements des yeux et de mouvements des lèvres, renforçant l’illusion du vivant. 
Au début du XXe siècle, l'automate se banalise et devient un outil publicitaire. L'automate, après cette période faste de 1850 à 1914, a peu à peu décliné jusqu'à être supplanté par le robot, électronique et « reprogrammable ».

## Exemples d'automatismes
Les automates les mieux documentés de l'Antiquité, dont certains ont pu être reconstitués, sont les suivants : 
- le jeu miniature d’Héraclès et Ladon (Héron d’Alexandrie),
- la servante automatique distribuant de l’eau et du vin (Philon de Byzance),
- la fontaine à intermittence de la chouette et des oiseaux chanteurs (Héron d’Alexandrie)
- les portes automatiques d’un temple miniature (Héron d’Alexandrie),
- le théâtre automatique à base mobile (Héron d’Alexandrie).

### Les Portes du temple
L'ouverture automatique des portes du temple est le théorème 37 des Pneumatiques de Héron d’Alexandrie.
Le principe est le suivant : « construction d'une chapelle telle qu'en allumant du feu, les portes s’ouvrent toute seules et se referment quand le feu est éteint. »
Le feu chauffe l'air contenu dans le socle creux. L’air se dilate sous l'effet de la chaleur et s'échappe par un conduit jusque dans un réservoir sphérique hermétique contenant un volume d'eau suffisant.
Sous l’effet de la pression exercée par l'air dilaté, l’eau contenue dans la sphère s'écoule dans un récipient relié aux portes du temple par un système de cordages et de poulies. Ce récipient s'alourdit au point que sa masse dépasse celle du contre-poids qui maintient les portes fermées. Ce faisant, le récipient alourdi entraîne l’ouverture automatique des portes.
Quand le feu est éteint, l'air dilaté se rétracte et aspire l'eau versée dans le récipient vers la sphère. Le récipient s’allège et le contre-poids contraint la fermeture automatique des portes[réf. nécessaire].